# David Duke
David Ernest Duke (Tulsa, Oklahoma; 1 de julio de 1950) es un supremacista blanco, político de extrema derecha, exlíder del Ku Klux Klan y miembro de la Cámara de Representantes de Luisiana entre 1989 y 1992. Tiene ideas de supremacía blanca y nacionalismo blanco, niega el Holocausto, defiende el separatismo blanco y las teorías de conspiración antisemita. Recibió su doctorado (Ph.D.) sobre el tema del sionismo como forma de supremacía mundial judía. Entre sus libros se encuentran los títulos Mi Despertar y Supremacismo Judío. La Liga Antidifamación lo ha descrito como «quizás el racista y antisemita más conocido de Estados Unidos».
Duke se presentó sin éxito como candidato demócrata a la legislatura estatal de Luisiana durante las décadas de 1970 y 1980, culminando con su campaña para la nominación presidencial demócrata de 1988. Después de no obtener ninguna tracción dentro del Partido Demócrata, abandonó el partido y ganó con éxito la nominación presidencial de un partido menor, el Partido Populista.
En diciembre de 1988, se convirtió en miembro del Partido Republicano y afirmó haberse convertido al cristianismo, renunciando al racismo y al antisemitismo. Pronto ganó su único cargo electo, un escaño en la Cámara de Representantes de Luisiana. Luego realizó campañas infructuosas pero competitivas para varios cargos más, incluido el Senado de los Estados Unidos en 1990 y el Gobernador de Luisiana en 1991. Sus campañas fueron denunciadas por líderes republicanos nacionales y estatales, incluido el presidente George H. W. Bush. Montó un desafío menor al presidente Bush en 1992 y siguió postulándose a cargos públicos hasta 2016, aunque sus campañas se volviesen cada vez más marginales.
Durante la década de 1990, defraudó a sus partidarios políticos fingiendo estar en una situación financiera desesperada y solicitando dinero para sus necesidades básicas. En ese momento, Duke tenía seguridad financiera y usaba el dinero para inversiones personales y juegos de apuestas recreativos. En 2002, Duke se declaró culpable de fraude grave y cumplió una condena de 15 meses en la Institución Correccional Federal de Big Spring en Texas.
Duke habla en contra de lo que denomina «control judío del Banco de la Reserva Federal, el gobierno federal de los Estados Unidos y los medios de comunicación». Apoya la preservación de lo que considera la cultura occidental y los valores tradicionales de la familia cristiana, así como la abolición del Servicio de Impuestos Internos, la segregación racial voluntaria, el anticomunismo y el separatismo blanco.

## Primeros años y juventud
David Duke nació en Tulsa (Oklahoma). Sus padres eran David Duke Sr. y Alice Maxine Crick. Como hijo de un ingeniero de la Shell Oil Company, solía mudarse con su familia por el mundo. Vivieron una corta temporada en los Países Bajos para luego asentarse en Luisiana. A finales de la década de 1960, Duke conoció a William Luther Pierce, líder de Alianza Nacional, organización nacionalista blanca y antisemita, que dejaría una influencia durante toda su vida. Duke se unió al Ku Klux Klan (KKK) en 1967.
En 1968, se matriculó en la Universidad Estatal de Luisiana (LSU) en Baton Rouge y, en 1970, formó un grupo estudiantil blanco llamado White Youth Alliance (Alianza de Jóvenes Blancos), que se afilió al Partido Nazi Americano. El mismo año, en protesta por la presentación del activista de los derechos civiles William Kunstler en la Universidad Tulane de Nueva Orleans, apareció en una manifestación con uniforme nazi.
Duke afirmó que pasó nueve meses en Laos. En realidad fue a Laos a reunirse con su padre, que estaba trabajando ahí. En 1971, su padre le consiguió un trabajo que era enseñar inglés a los militares laosianos, del cual fue despedido por dibujar un cóctel molotov en la pizarra.
Se doctoró en historia en el Interregional Academy of Personnel Management de Ucrania con la tesis «Zionism as a Form of Ethnic Supremacism» (El zionismo como forma de supremacismo étnico).

## Vida personal
Mientras trabajaba en la White Youth Alliance, conoció a Chloe Hardin, también activista del grupo. Fueron compañeros en la universidad y se casaron en 1974. Tuvieron dos hijas, Erika y Kristin. Se divorciaron en 1984, y Chloe se mudó a West Palm Beach, Florida, para estar cerca de sus padres. Ahí, ella tuvo una relación sentimental con el amigo de Duke, el supremacista blanco Don Black, con quien se casó después. 

## Carrera política
En su carrera política ha sido representante de Luisiana (EE. UU.), ha participado en la cámara de representantes de EE. UU., ha sido candidato a Gobernador de Luisiana, y dos veces candidato a la Presidencia de los Estados Unidos. Duke también participó como político del partido demócrata en el senado de Luisiana en 1975. En 1988, participó en la primarias demócratas por la presidencia, sin ningún éxito. En diciembre de 1988, cambió su afiliación política del Partido Demócrata al Partido Republicano. Además sirvió en la Cámara de representantes, desde 1990 hasta 1992.

### Actividad política posterior
En 2015, se reportó en los medios que Duke respaldaba la nominación presidencial de Donald Trump para las Elecciones presidenciales de Estados Unidos de 2016. Duke respondió en su página web diciendo que actualmente no respaldaba a Trump, que personalmente no se mostraba de acuerdo con muchas posturas del candidato, como el apoyo de Trump hacia Israel, pero que es el mejor de todos con respecto a su postura migratoria. Es más, afirmó que votaría por Trump como una acción estratégica. Por eso, en febrero de 2016 pidió a los oyentes de su programa de radio apoyar la candidatura de Trump, pues estaría en juego el futuro de los norteamericanos de raza blanca y votar en contra del candidato sería una traición a la herencia europea de los blancos.

## Antisemitismo

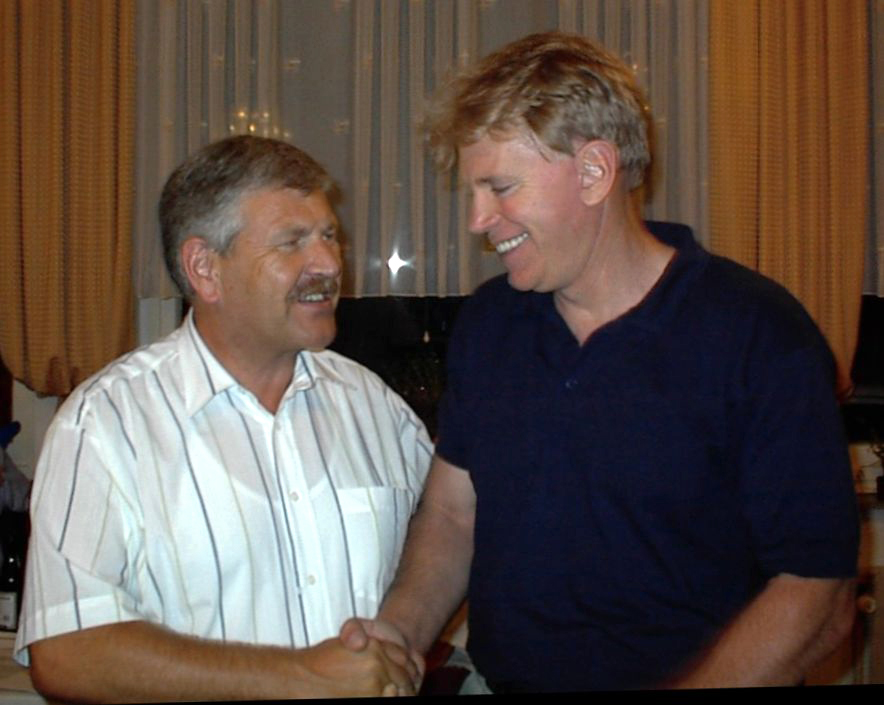
El líder nacionalista blanco David Duke (derecha) y el líder del Partido Nacional Democrático de Alemania (NPD), Udo Voigt (izquierda), se dan la mano en Sajonia, Alemania.

En 1998, Duke publicó su libro autobiográfico My Awakening: A Path to Racial Understanding. El libro detalla las filosofías sociales de Duke, particularmente su razonamiento en apoyo de la separación racial. La Liga Anti-Difamación sostiene que el libro contiene opiniones racistas, antisemitas, sexistas y homofóbicas.
Promueve la teoría de la conspiración del genocidio blanco y afirma explícitamente que los judíos lo están organizando. En 2017 acusó a Anthony Bourdain de promover el genocidio blanco.
Duke expresó su apoyo al negacionista del Holocausto Ernst Zündel, un emigrante alemán en Canadá. Duke hizo una serie de declaraciones en apoyo de Zündel y su campaña de negación del Holocausto.

#### Stormfront
En 1995, Don Black y Chloê Hardin, la exesposa de Duke, comenzaron un BBS llamado Stormfront. El sitio web se ha convertido en un destacado foro en línea para el neonazismo, el negacionismo del holocausto, la supremacía blanca y el racismo en general. Duke es usuario activo de Stormfront, donde publica artículos de su propio sitio web y encuesta a los miembros del foro en busca de opiniones y preguntas, en particular durante sus transmisiones por Internet. Duke ha trabajado con Don Black en numerosas ocasiones, incluido en la Operación Red Dog (el intento de derrocar al gobierno de Dominica) en 1980.

## Derecha alternativa
Duke ha elogiado a la derecha alternativa o alt-right, describiéndola como «divertida e interesante» y en otra ocasión «un gran espectáculo». La organización People for the American Way informó de que Duke defendía a la derecha alternativa. Duke la describió como "nuestra gente" cuando habló de su papel en la elección de Donald Trump como presidente.
También se afirma que, si bien no es un miembro activo de la derecha alternativa, es una inspiración para el movimiento. El International Business Times dijo que Duke tenía «acólitos que hacen el saludo nazi en la llamada 'alt-right'». La publicación digital The Forward ha escrito que Duke "allanó el camino" para el movimiento de la alt-right.